# Pelastoneurus johannis
Pelastoneurus johannis är en tvåvingeart som beskrevs av Henk J.G. Meuffels och Patrick Grootaert 1999. Pelastoneurus johannis ingår i släktet Pelastoneurus och familjen styltflugor. Inga underarter finns listade i Catalogue of Life.